# Premierzy Malezji

## Chronologiczna lista
| Osoba | Osoba   | Osoba                             | Kadencja             | Kadencja             | Partia polityczna         |
| #     | Portret | Imię i Nazwisko                   | Od                   | Do                   | Partia polityczna         |
| ----- | ------- | --------------------------------- | -------------------- | -------------------- | ------------------------- |
| 1     |         | Tunku Abdul Rahman (1903–1990)    | 31 sierpnia 1957     | 22 września 1970     | Partia Sojuszu (UMNO)     |
| 2     |         | Tun Abdul Razak (1922–1976)       | 22 września 1970     | 14 stycznia 1976     | Partia Sojuszu (UMNO)     |
| 3     |         | Hussein Onn (1922–1990)           | 14 stycznia 1976     | 16 lipca 1981        | Barisan Nasional (UMNO)   |
| 4     |         | Mahathir bin Mohamad (1925–)      | 16 lipca 1981        | 31 października 2003 | Barisan Nasional (UMNO)   |
| 5     |         | Abdullah Ahmad Badawi (1939–2025) | 31 października 2003 | 3 kwietnia 2009      | Barisan Nasional (UMNO)   |
| 6     |         | Najib Razak (1953–)               | 3 kwietnia 2009      | 10 maja 2018         | Barisan Nasional (UMNO)   |
| 7     |         | Mahathir bin Mohamad (1925–)      | 10 maja 2018         | 1 marca 2020         | Sojusz Nadziei            |
| 8     |         | Muhyiddin Yassin (1947–)          | 1 marca 2020         | 21 sierpnia 2021     | Perikatan Nasional (PPBM) |
| 9     |         | Ismail Sabri Yaakob (1960–)       | 21 sierpnia 2021     | 24 listopada 2022    | Barisan Nasional (UMNO)   |
| 10    |         | Anwar Ibrahim (1947–)             | 24 listopada 2022    | nadal                | Sojusz Nadziei (PKR)      |